# Hattusilis I
Hattusilis I o Labarnas II (Labarnaš II Hattusiliš I) va ser un rei dels hitites entre els anys 1650 aC i 1620 aC. Va ser probablement el successor de Labarnas I.

## Biografia
Les fonts són molt poc concretes sobre la seva filiació. Se suposa que era fill de Papahdilmah que va ser desheretat pel seu pare (o d'un germà d'aquest, també desheretat), ja que se l'anomena "fill d'un germà de Tawananna". Tawananna era el títol que portava la filla de Pusarrumas. L'herència es transmetia de pare a fill i de més gran a més petit però quan no hi ha havia successió directa, seguia pel fill mascle gran de la germana; en aquest cas cal suposar que la Tawananna, que era l'hereva principal pel seu pare, no va tenir fills i per això l'herència va passar al nebot. Papahdilmah és l'únic germà conegut de la reina però és quasi segur que n'hi havia més i, per tant, el pare d'Hattusilis no està ben determinat.
El seu nom volia dir "L'home d'Hattusa", la nova capital de l'estat on s'havia traslladat per motius estratègics la cort hitita. El seus títols eren: "Gran Rei", "Rei d'Hatti", "Senyor de Kushara", i "Sol Meu". Labarnas va ser el seu nom de regnat i també el seu títol. La seva dona es deia Kaddusis (Kaddušiš). Se li coneixen alguns fills: Huzziyas, governador de Tappasanda (Tappaššanda) que va ser destituït per rebel·lar-se contra el seu pare. Labarnas o Labarnaš, que era fill d'una germana però que Hattusilis va adoptar. Una filla Hastayar, mare de Mursilis I i una altra filla de nom desconegut.

## Campanyes militars
Els seus annals, coneguts amb el nom d'Annals dels Sis Anys, donen detall de les seves campanyes militars:
És possible que fora aquest rei el que va conquerir Zalpa, situada a la costa de la mar Negra, a la regió de la clàssica Amisos a la desembocadura del modern Kızılırmak, probablement avui coberta per la mar). L'havia atacat en un primer moment, però segurament només va ser un atac d'advertència. Anys després la va tornar a atacar, i la va conquerir definitivament després d'un setge llarg. La va saquejar i destruir. Adaniya (Cilícia) ja havia de ser possessió hitita doncs el rei va fer campanya el primer any a Síria.
A l'any primer va fer la campanya de Zalpa, ja que s'esmenta el nom, encara que sembla referit a una ciutat del sud-oest i no del nord. La primera ciutat atacada va ser Sanawitta o Sahwitta, ciutat en què Pusarrumas havia designat hereu a Labarnas I, situada a la zona central d'Anatòlia, que podia haver estat una antiga residència reial. Va assolar el seu territori i va establir una guarnició a la rodalia però no va entrar a la ciutat. Tot seguit va atacar Zalpa o Zabar, una ciutat amb una situació privilegiada i rival de Nesa en temps d'Anitta que va destruir, diu la crònica, encara que la ciutat va continuar existint per molts anys, capturant alguns carros de combat que va oferir com a trofeu a la deessa solar d'Arinna; també va fer ofrenes al temple de la deessa Mezulla, una de les nou deïtats de Zalbar.
Al següent any va passar per Adaniya i pel pas principal va entrar a Síria per Alalakh, on era rei Ammitaqu, vassall d'Ammurapi de Khalab. Alalakh va ser destruïda i va tallar la sortida al mar de Khalab. llavors es va dirigir a Warsuwa o Ursu (Waršuwa o Uršu) governada per un rei (anomenat potser com "el servidor del deu de les turmentes") suposadament vassall de Kargamis (Kargamiš, Karkemish) que va assetjar. La ciutat sembla que va tenir el suport del rei d'Àlep, del de Zaruar, del de Zuppa i dels hurrites però finalment la va ocupar, i al seu darrere Ikakali i al final Tashiniya o Tishiniya ciutats que va atacar però no va ocupar. Amb les riqueses que va obtenir es va donar per satisfet i va tornar a Hattusa, sense que sembli que hi haguessin represàlies per part dels reis atacats, cosa que podria indicar la fortalesa dels hitites.
Al tercer any es va dirigir a l'occident, contra el regne d'Arzawa, però no va poder ocupar cap ciutat i es va haver de limitar a saquejos de collites i bestiar. No s'esmenta cap desastre militar però potser n'hi va haver, ja que els hurrites van envair els dominis hitites a l'est, i altres terres hitites es van revoltar; després de la campanya, el rei només dominava Hattusa. La crònica diu que amb l'ajut de la deessa solar d'Arinna va començar a reconquerir les terres perdudes: primer Nenasa (Nenašša, la moderna Ak Saray) que li va obrir les portes. Després va lliurar dues batalles contra Ulma o Ullumma (al sud del país, no ben localitzada) que li devia oferir forta resistència i va ser destruïda, sembrant amb males herbes tot el territori, per impedir un nou assentament, i així el va convertir en un lloc sagrat on no s'hi podia instal·lar ningú. Va tornar al nord amb el botí (set deïtats, un bou de plata i la deessa Katiti del mont Hapilanni) que va oferir a la deessa d'Arinna, i la resta del botí el va oferir al temple de la deessa Mezulla. Després va anar a Sallahsuwa (Šallahšuwa, al sud o sud-oest) on els alguns ciutadans s'havien rebel·lat. Els seus habitants van incendiar la ciutat per provocar la rendició, i es va entregar al rei. Després Hattusilis va tornar a la seva capital.
Al següent any va fer campanya per pacificar el territori. Es va veure obligat a actuar contra Sanahuitta o Sanahut (Šanahuitta o Šanahut, al nord o nord-est de Hattusa) que va destruir al sisè mes i va tornar a oferir el botí a la deessa d'Arinna. Va derrotar llavors als carros de combat de la Terra d'Abbaya i tot seguit va atacar la ciutat de Parmanna que encapçalava una coalició contra el rei hitita i que va ser presa sense resistència. La darrera fita de la seva campanya per aconseguir la rendició dels seus vassalls hostils, va ser la conquesta i destrucció de Alakhkha, ciutat de situació desconeguda fins ara.
El cinquè any va renovar la campanya de Síria; després de destruir la ciutat de Zaruna va combatre contra la ciutat hurrita d'Hasu (Haššu), a l'est de l'Eufrates, que probablement era el regne conegut en assiri com Regne de Mama, operacions dirigides pel general i cap de la guàrdia reial Lapalsis (Lepalšiš) i potser per un funcionari de la cort anomenat "fill de Karahnuilis".
Hammurabi III rei de Iamkhad, fill de Yarim-Lim III, va enviar els seus generals Zukraši i Zaludi, amb forces per ajudar a la defensa de la ciutat però Hattusilis els va derrotar a les muntanyes Adalur (clàssic Amanus) i va creuar l'Eufrates a peu, és a dir, per un pont. Va ser el primer rei hitita que ho va fer, una gesta que només havia fet Sargon d'Accad abans que ell. Va destruir Hasu, i va tornar a Hattusa amb el botí, oferint-lo al temple del déu de les turmentes. Després va marxar contra Tawanaga i va capturar al seu rei i el va decapitar; tot seguit va destruir Zippasna i va oferir el botí a la deessa d'Arinna, i després va anar contra Hahhu o Hakhkhu que va conquerir al cap de tres combats als afores de la ciutat i altra vegada el botí va ser ofert a la deessa d'Arinna.
La crònica s'atura en aquest any. No se sap quan va sotmetre el regne d'Arzawa (Anatòlia occidental) fet testimoniat històricament. També va sotmetre Wilusa o Wiluša. Arzawa era un regne format per almenys cinc regnes (Arzawa, Mira, Hapalla, Riu Seha, i Wilusa) de vegades confederats i altres no. Wilusa (Wiluša) s'ha relacionat amb l'homèrica Ilios, probablement la regió de la Troade però sense incloure Troia, que devia ser un estat separat (Troia en hitita = Taruisa o Taruiša). La capital d'Arzawa era Apasa (Apaša) probablement Efes i el regne era de població luvita.
Arzawa no va tardar a recuperar la independència però Wilusa va romandre aliada als hitites com es testimonia pels regals enviats periòdicament des Wilusa al rei hitita.

## Mort i successió
Hattusilis va portar un nou atac contra Alep on va resultar ferit. El regne d'Alep (Iamkhad) incloïa el regne vassall d'Alalakh, que controlava el pas entre Àsia Menor i Síria. El rei d'Àlep va ser derrotat i alguns territoris ocupats però no van conquerir la capital. Iamkhad va quedar reduïda no obstant a un regne secundari.
El rei va tornar ferit a la seva capital. El seu fill Huzziyas havia estat desheretat per una rebel·lió contra Hattusilis que s'explica així: les gran cases de Tappasansa de la que Huzziyas era governador, i per altra banda desconeguda, demanaven exempcions fiscals i el van arrossegar a la revolta, que el rei va sufocar i el seu nebot Labarnaš, adoptat com a fill i successor, no va mostrar prou interès per la seva salut. Hattusilis diu "que només escolta les paraules dels seus germans, germanes i de la seva mare, una serp", i va decidir desheretar-lo: va ser enviar a un temple i nomenat sacerdot. El rei va nomenar successor al seu net Mursilis, fill d'Hastayar, una filla del rei, tot i que encara era jove, i aquest el va succeir.
Es conserva un text, conegut amb el nom de Testament d'Hattusilis, molt diferent pel seu estil d'altres escrits conservats. Té una funció instructiva, i se li ha de llegir cada mes al seu fill (adoptiu) i hereu perquè no oblidi el que hi diu. Bàsicament fa una crida a la unitat de la cort i a la moderació del rei, i dona pistes sobre el bon govern a partir de les experiències del regnat d'Hattusilis. Explica la seva decisió de nomenar-lo hereu, perquè el que havia designat anteriorment no era digne del càrrec. Presenta una imatge favorable del rei, que ha de ser savi, pacient i pietós, i narra molts successos històrics, no en ordre cronològic, sinó per exemplificar una realitat senzilla: tots els que es deixen portar per l'ambició i no escolten els consell del rei, acaben malament i porten al país al desastre. Posa com alternativa una família reial unida, on els seus membres renuncien a les ambicions personals i treballen pel bé del país.